# Голдстрим (Аљаска)
Голдстрим (енгл. Goldstream) насељено је место без административног статуса у америчкој савезној држави Аљаска.

## Демографија
По попису из 2010. године број становника је 3.557.
| Група             | 2000.    | 2010.         |
| Белци             | 0 (0,0%) | 3.106 (87,3%) |
| Афроамериканци    | 0 (0,0%) | 22 (0,6%)     |
| Азијати           | 0 (0,0%) | 26 (0,7%)     |
| Хиспаноамериканци | 0 (0,0%) | 90 (2,5%)     |
| Укупно            | 0        | 3.557         |